# August Frind

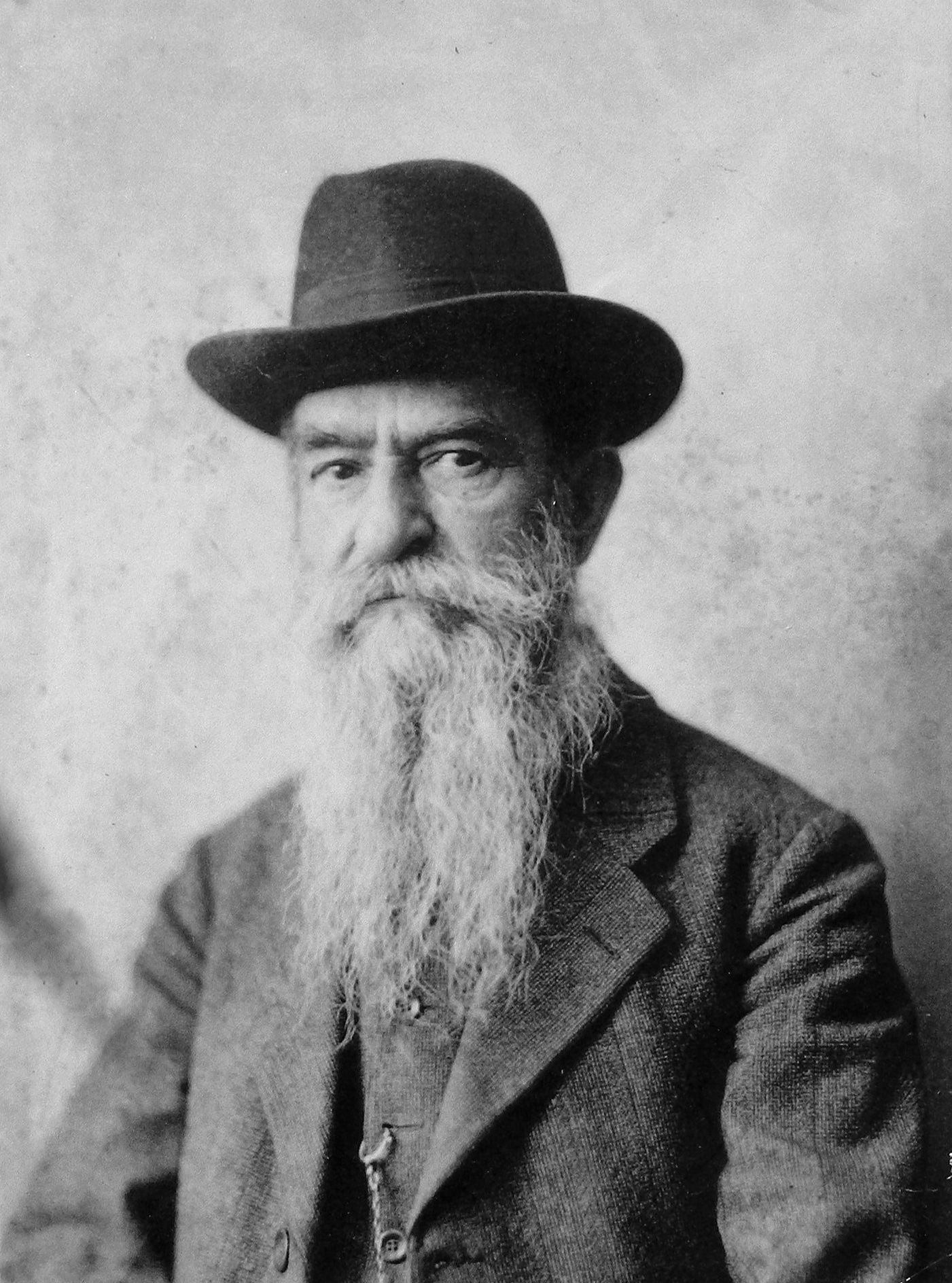
Der Kunstmaler August Frind

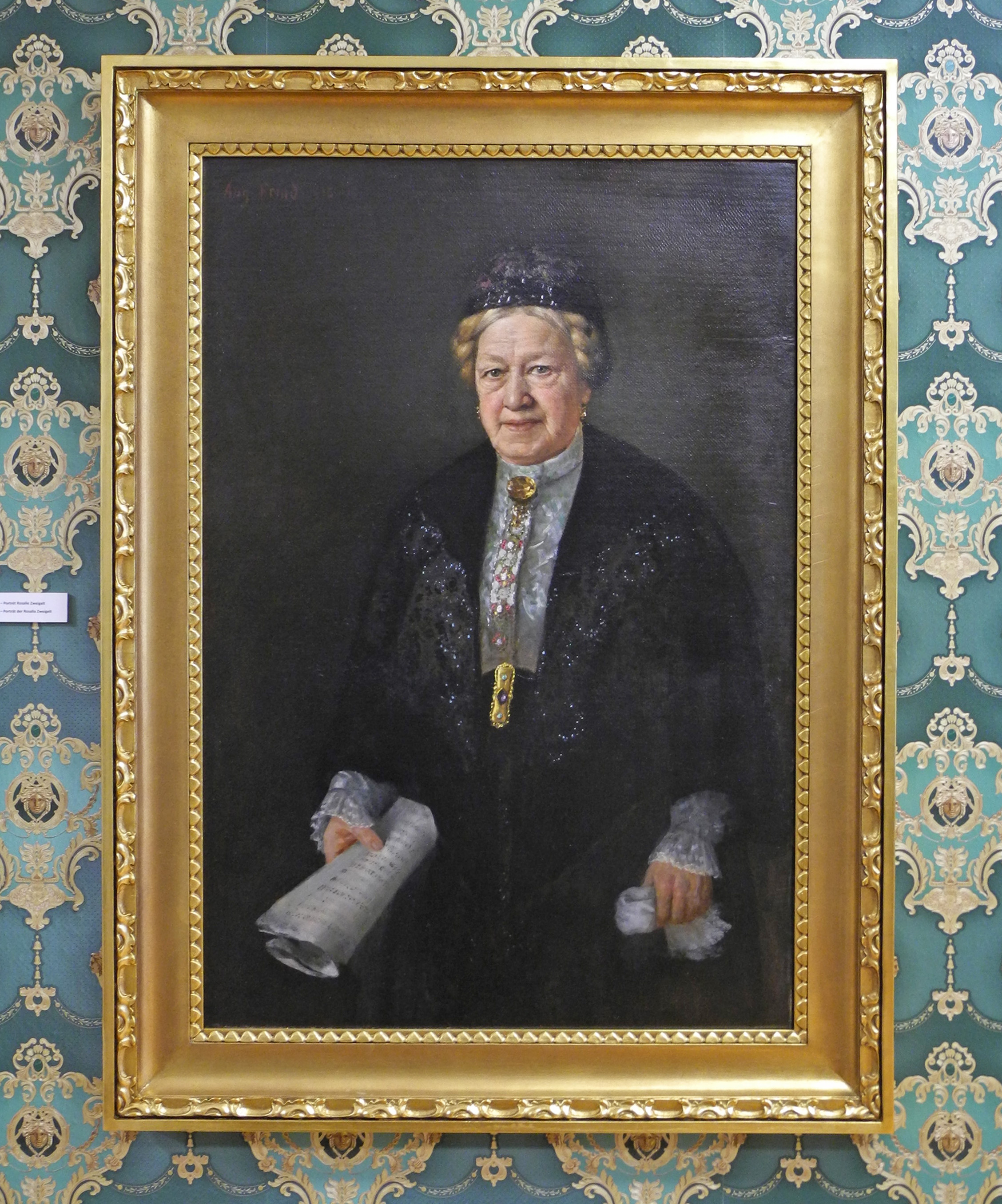
Rosalia Zweigelt, die Tante von Hildegard Stradal

August Frind (* 21. November 1852 in Schönlinde; † 4. August 1924 ebenda) war ein deutsch-böhmischer Lithograf, Schriftsteller, Illustrator und Kunstmaler.
Von der Stadt Krásná Lípa wurde im Rahmen des von der EU geförderten Programms EFRE ein Themenweg „Auf den Spuren von August Frind“ gestaltet, auf dem in 12 Stationen Einblicke in sein Leben und seine Arbeiten gegeben werden.

## Leben und Wirken
Seine Eltern waren der Weber Augustin Frind und seine Ehefrau Brigitte, geb. Hesse.
Die Familie lebte in einfachen Verhältnissen. Das Geburtshaus steht in der Varnsdorfská Nr. 224/5.
Er besuchte die Hauptschule und die Gewerbeschule in Schönlinde und erlernte den Beruf eines Lithografen. 1872–1874 war er in Löbau und Dresden als Lithograf tätig.
Bereits in jungen Jahren zeigte er großes Interesse an der Malerei. Ein Stipendium des Schönlinder Textilfabrikanten Carl August Dittrich (1819–1886) ermöglichte ihm ab 1876 das Studium der Malerei an der Dresdner Kunstakademie beim Genre- und Porträtmaler Leon Pohle und beim Historienmaler Ferdinand Pauwels. Im Jahre 1881 unternahm Frind eine Studienreise nach Süddeutschland, in die Schweiz und nach Italien. 1886 schloss er sein Studium endgültig ab und ging nach München. Zu dieser Zeit malte er sein größtes und berühmtestes Gemälde Rudolf von Habsburg am Leichnam von Přemysl Ottokar, für das er 1886 den Akademie-Preis erhielt.
Im Auftrag seines Gönners Karl Dittrich jr. (1853–1918) übernahm er 1888/89 die künstlerische Ausgestaltung der Grabkapelle, des Mausoleums der Familie Dittrich – Besitzer der ehemaligen Textilfabrik Hielle & Dittrich in Schönlinde – auf dem Friedhof in Schönlinde.
Neben der Malerei widmete er sich auch der Heraldik, so gestaltete er 1893 u. a. die Stadtwappen von Warnsdorf (Varnsdorf) und von Schönlinde (Krásná Lípa).
Die Thematik seiner Bilder bezog sich aber vielfach auf biblische Motive. So hat er in Schönlinde 1894 für die Kreuzwegkapelle das Altarbild Beweinung Christi und 1897 für die ehemalige Totenkapelle hinter der Maria-Magdalenen-Kirche das Altarbild Auferstehung Christi gemalt. Beide Werke sind zerstört. Die farbigen Glasfenster der Maria-Magdalenen-Kirche in Schönlinde sind nach seinen Entwürfen gestaltet worden. Er hat auch das Altarbild Christus als Lehrer (Kommt alle zu mir) der im Jahre 1900 neu errichteten altkatholischen Kirche in Schönlinde gemalt.
Frind wird auch als der „Brožík des Schluckenauer Landes“ bezeichnet.
Er war u. a. in München und in Schönlinde tätig. In München lebte er von 1886 bis 1912 und arbeitete als Genre- und Historienmaler.
Er beteiligte sich an Ausstellungen in Prag, Wien, Linz, Nürnberg, Hamburg und London. Sein Münchner Atelier wurde von Carl Teufel fotografiert.
Weitere Bilder von ihm befinden sich in Żyrardów bei Warschau, wo das Schönlinder Unternehmen Hielle & Dittrich eine Firma besaß.
Mit Anton Amand Paudler (1844–1905) – Priester, Schriftsteller und Lehrer – stand er seit 1897 in einem regen Briefkontakt. Von 1895 bis 1911 hat er eigene Gedichte und kurze Artikel in den „Mitteilungen des nordböhmischen Excursions-Clubs“ (Leipa) veröffentlicht. Nach seiner Rückkehr nach Schönlinde wohnte er im Haus, Daubitzer Str. 2, das Rosalia Zweigelt gehörte, der Tante von Hildegard Stradal.
Seine produktivste Zeit war nach dem Ersten Weltkrieg. Er porträtierte wichtige Schönlinder Bürger, hielt das Alltagsleben einfacher Menschen fest, widmete sich sozialen Themen und malte auch Früchte- und Blumenstillleben.
In mehreren Bildern erfasste er die Stadt Schönlinde, ihre Häuser und Geschäfte und die Landschaften ihrer Umgebung. Sie sind damit bleibende Erinnerungen an diese vergangene Zeit. Frinds Kolorit fand eine breite Beachtung in der Bevölkerung, aber kein besonderes Interesse bei den Kunstwissenschaftlern.
Er war ein „Maler der alten Schule“ und blieb sein Leben lang dem Realismus und den künstlerischen Vorstellungen seiner Lehrer treu. Den neuen Strömungen seiner jüngeren Kollegen – wie Sezession und Impressionismus – stand er ablehnend gegenüber. Er wird auch als „Meister der Komposition“ bezeichnet.
Zu seinem 70. Geburtstag im Jahr 1922 wurde er Ehrenbürger der Stadt und die Daubitzer Straße wurde in Frindstraße umbenannt, nach 1945 Smetanova (jetzt Dittrichova). Frind war nicht verheiratet und hatte keine Kinder.
Sein Nachlass, der ursprünglich Eigentum der Stadt Krásná Lípa war, befindet sich jetzt im Stadtmuseum Rumburk, wo in einer Dauerausstellung an August Frind erinnert wird und einige seiner Bilder gezeigt werden.
Ein Nachkomme von Verwandten des Malers, der akademische Maler Martin Frind (* 1963 in Prag), lebt in Veltrusy.

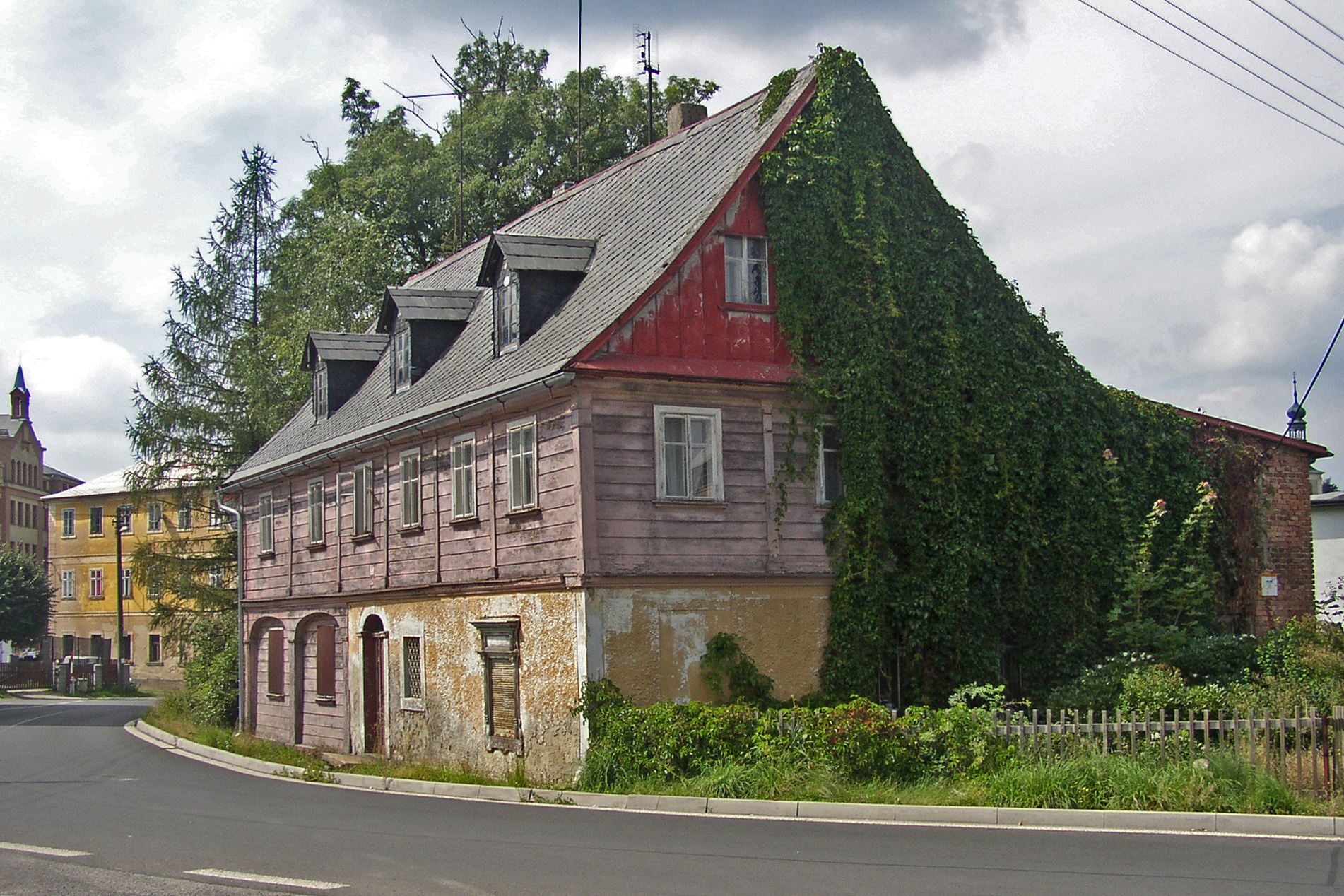
Geburtshaus des Malers in Krásná Lípa, Varnsdorfská 224/5
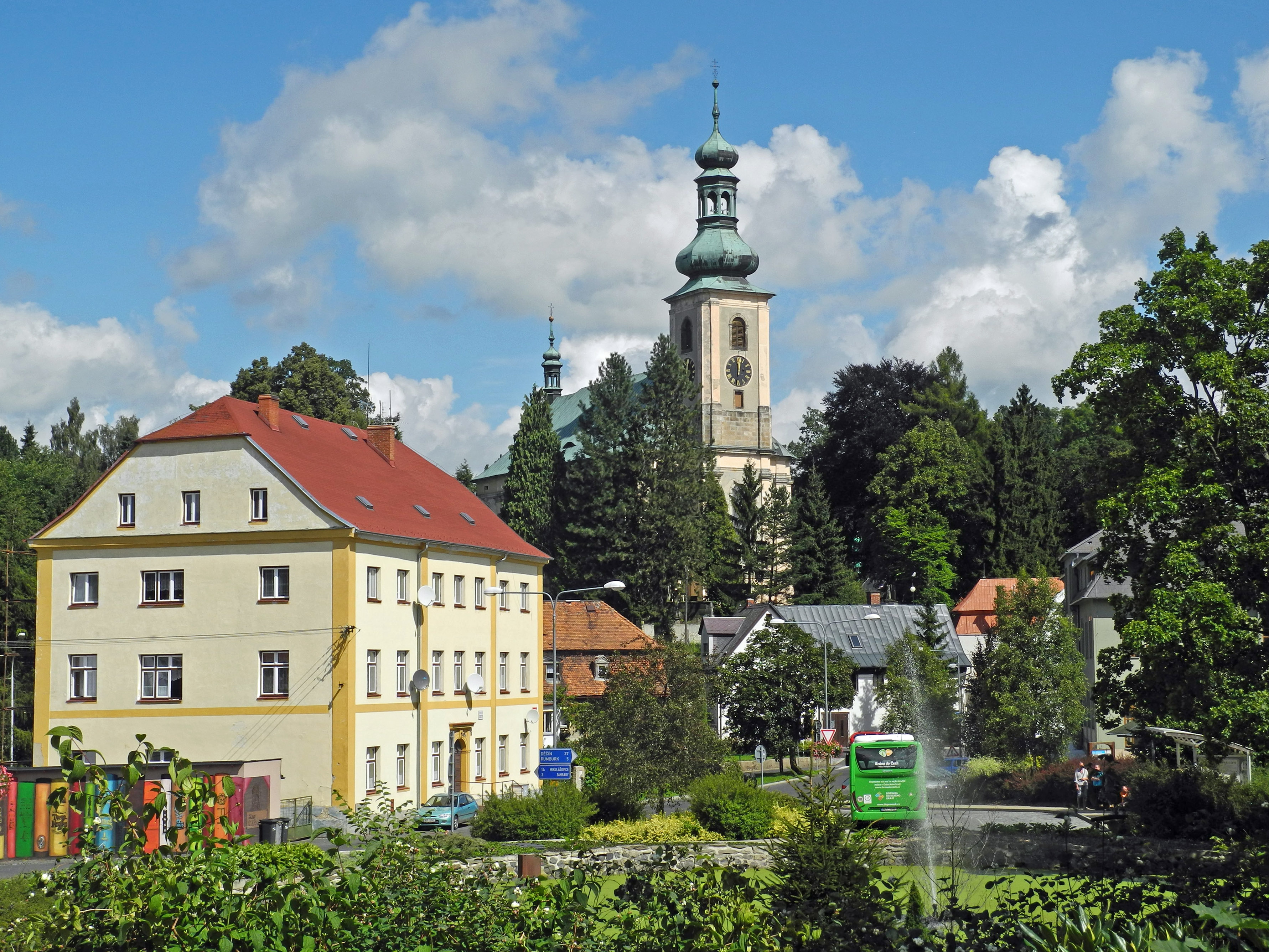
Wohn- und Sterbehaus des Malers in Krásná Lípa, Smetanova 285/2
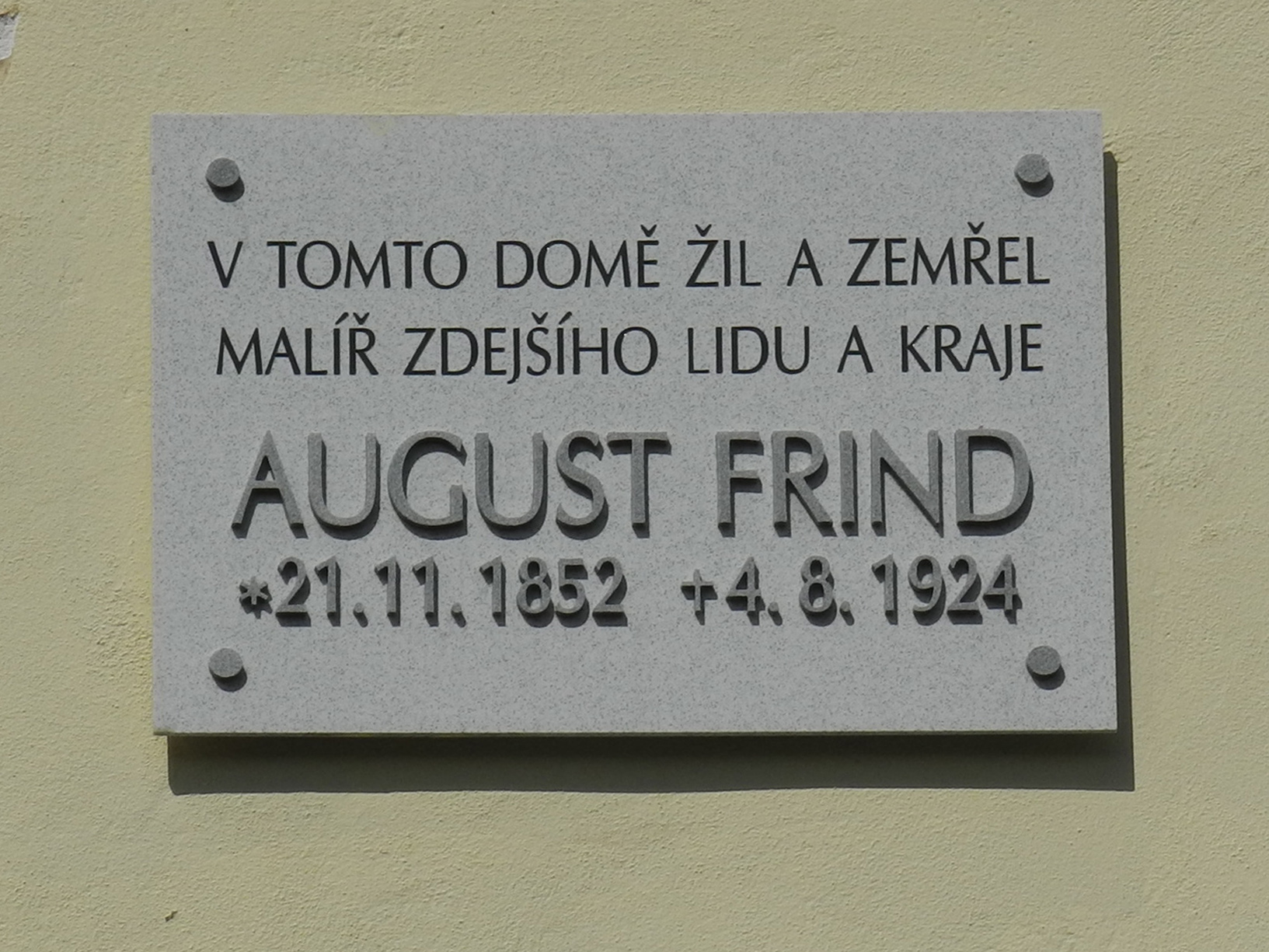
Tafel am Wohn- und Sterbehaus
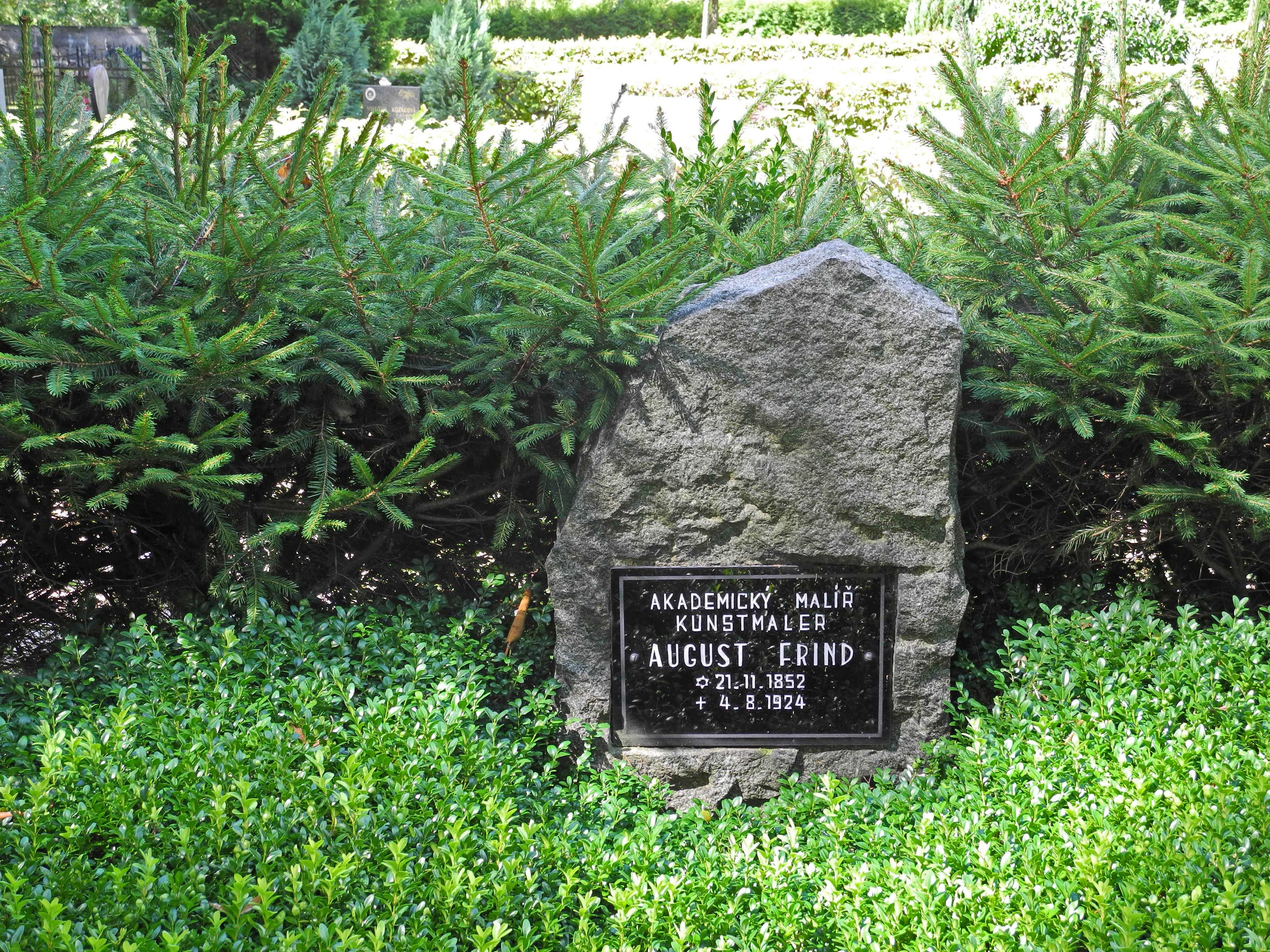
Symbolisches Grab auf dem Friedhof
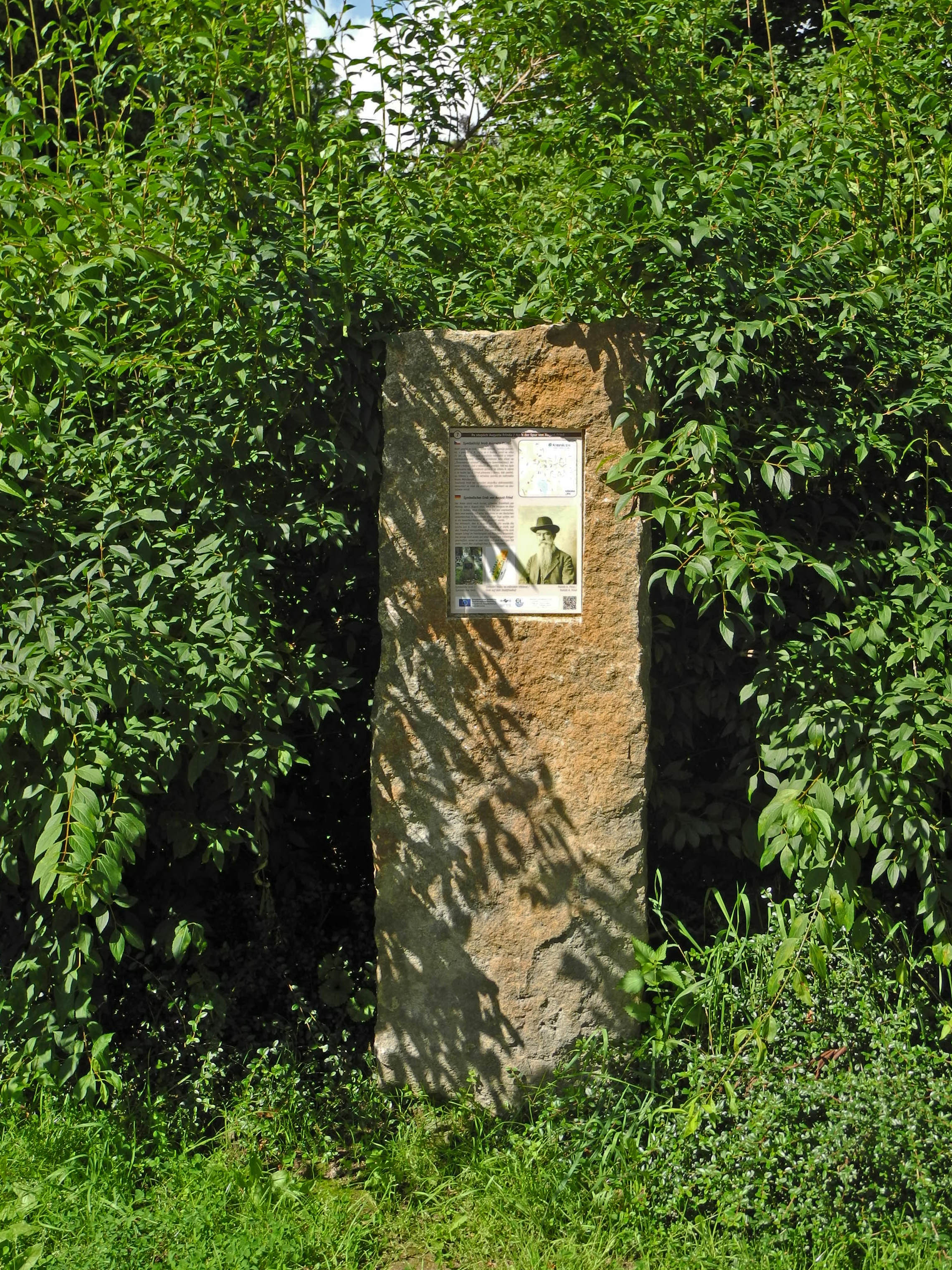
Themenweg „Auf den Spuren von August Frind“
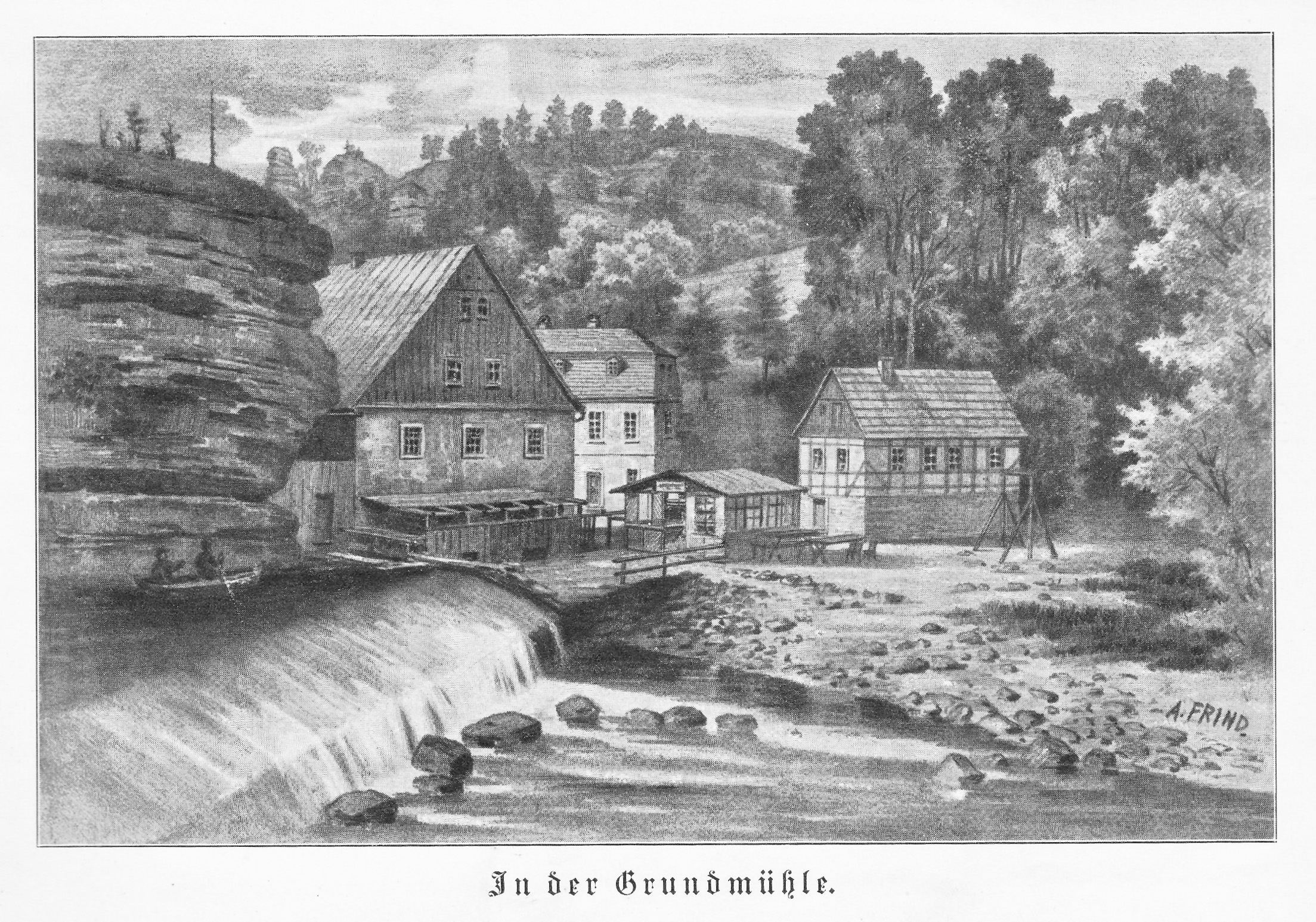
Stich von Frind: Die Grundmühle bei Kamnitzleiten

## Werke (Auswahl)
- Mußestunde, Ölbild (1882, Dresden, Silbermedaille der Dresdner Akademie)
- Weiblicher Studienkopf (1882, Dresden, Silbermedaille der Dresdner Akademie)
- Porträt des Unternehmers Carl Dittrich (1882, Inhaber der Firma Hielle & Dittrich), jetzt im Nationalmuseum Warschau
- Treue Pflege, Ölbild (1884, Dresden, Goldmedaille der Dresdner Akademie)
- Faun und Nymphe, Ölbild (1885, Dresden, Goldmedaille der Dresdner Akademie, seit 1925 in der Sammlung Dittrich, jetzt im Stadtmuseum Rumburk)
- Rudolf von Habsburg am Leichnam von Přemysl Ottokar II., Ölbild (1886, Dresden, Goldmedaille der Dresdner Akademie, Geschenk von Carl Dittrich an das Reichenberger Rathaus, jetzt im Stadtmuseum Rumburk)
- Das Leben im Schloss im Mittelalter, Freskenzyklus für das Schloss Kitzscher bei Borna in Sachsen, zerstört (Kartons im Stadtmuseum Rumburk)
- Ausgestaltung der Dittrich-Grabkapelle in Schönlinde (1888/89), dazu gehörten der Altar, Betstühle, Gitter, Leuchter, Freskenzyklus Der Gang durchs Leben, Wand- und Glasmalereien sowie Mosaike (bis auf wenige Reste zerstört)[7]
- Stillleben mit japanischer Vase, Ölbild (1890)
- Beweinung Christi, Altarbild (1894), Kapelle in Schönlinde, zerstört
- Auferstehung Christi, Altarbild (1897), Kapelle in Schönlinde, zerstört
- Maria mit dem Kinde, an der rechten Seitenwand der Wenzelskirche in Harrachsdorf - Harrachov[8]
- Auferstehung Christi, Altarbild (1898) der ehem. evangelische Kirche in Żyrardów, jetzt röm.-kath. Pfarrkirche "Christ Himmelfahrt"
- Altarbild der röm.-kath. Pfarrkirche „Karl Borromäus“ in Żyrardów sowie ein Porträtbild von Karl August Dittrich und seiner Frau Carola Augusta Hielle in der Fabrikantenvilla in Żyrardów
- Christus als Lehrer – Kommt alle zu mir, Altarbild (1900), altkatholische Kirche in Schönlinde, zerstört
- Maria, Christus und die Hl. Cäcilie – Entwürfe der farbigen Glasfenster in der Maria-Magdalenen-Kirche in Schönlinde (um 1900)
- Das Ständchen am Krankenbett, Ölbild
- Eine bayerische Umwerbung oder Das glückliche Paar, Ölbild
- Schrei nach Brot, Ölbild (1917, Schönlinde)
- Streik der Strumpfwirker, Ölbild (Schönlinde)
- Stilleben mit Äpfeln, Melonen und Rosenvase, Ölbild (1918)
- Blumenstillleben mit Orangen, Ölbild (1923)